# Gõ 10 ngón

Cách gõ 10 ngón trên một bàn phím QWERTY, tô màu cho từng ngón tay như sau: Ngón út: vàng; Ngón áp út: xanh nước biển; Ngón giữa: xanh lá; Ngón trỏ: đỏ. Các phím hàng cơ sở được khoanh tròn.Các ngón trỏ được đặt trên phím F và J.

Gõ 10 ngón (cũng được gọi là gõ bàn phím hoặc gõ không cần nhìn)  là việc đánh máy mà không cần nhìn. Một người gõ 10 ngón sẽ biết vị trí của các phím trên bàn phím thông qua bộ nhớ cơ bắp. Gõ 10 ngón thường bao gồm việc đặt tám ngón tay trong một hàng ngang ở giữa bàn phím (hàng cơ sở - home row) và từ đó chuyển đến các phím khác. Có thể gõ dùng hai tay và dùng một tay.
Frank Edward McGurrin, một thư ký tòa án ở Salt Lake City, Utah, đã dạy cách gõ 10 ngón trong các lớp học. Ông được cho là người đã phát minh ra gõ 10 ngón năm 1888.
Trên một bàn phím tiêu chuẩn cho người nói tiếng Anh các phím hàng cơ sở là: "asdf" cho tay trái và "jkl;" cho tay phải. bàn phím này được gọi là bàn phím QWERTY vì đó là sáu chữ cái đầu tiên trên bàn phím. Hầu hết các bàn phím máy tính hiện đại có một dấu chấm hoặc dấu gạch trên các phím nhà dành cho các ngón tay trỏ để giúp người gõ 10 ngón duy trì tư thế tay và tìm lại đúng vị trí trên bàn phím một cách nhanh chóng mà không cần phải nhìn vào các phím. Gần đây hơn, khả năng gõ 10 ngón trên điện thoại màn hình cảm ứng đã được thực hiện với việc sử dụng các phần mềm chuyên dụng bàn phím ảo để gõ 10 ngón.